# Sorunda distrikt
Sorunda distrikt är ett distrikt i Nynäshamns kommun och Stockholms län. 
Distriktet ligger nordväst om Nynäshamn. 

## Tidigare administrativ tillhörighet
Distriktet inrättades 2016 och utgörs av socknen Sorunda i Nynäshamns kommun.
Området motsvarar den omfattning Sorunda församling hade vid årsskiftet 1999/2000.